# Chryzostom (Vojinović)
Chryzostom, imię świeckie Ljubislav Vojinović (ur. 15 czerwca 1911 w Salakovacu, zm. 24 września 1989 w Požarevacu) – serbski biskup prawosławny.

## Życiorys
Ukończył gimnazjum w Požarevacu i seminarium duchowne w Sremskich Karlovcach, a następnie studia teologiczne na Uniwersytecie Belgradzkim. Jeszcze jako student wstąpił jako posłusznik do monasteru Rawanica; wspólnota opłacała jego naukę. 25 kwietnia 1935 złożył na ręce archimandryty Justyna (Popovicia) wieczyste śluby mnisze, przyjmując imię zakonne Chryzostom. 28 kwietnia tego samego roku został wyświęcony na hierodiakona, zaś dzień później na hieromnicha, za każdym razem przez biskupa braniczewskiego Beniamina. W tym samym roku podjął pracę w seminarium, które sam ukończył, oraz w kancelarii Świętego Synodu Serbskiego Kościoła Prawosławnego, równocześnie publikował w pismach „Pravoslavlje” i „Misionar”.
W 1939 podjął studia socjologiczne w Instytucie Katolickim w Paryżu, uczęszczał również na Sorbonę na wykłady Charlesa Diehla z zakresu bizantynologii oraz na wykłady w Instytucie św. Sergiusza z Radoneża w Paryżu. W czasie okupacji Jugosławii w latach 1941–1944 przebywał w monasterze Kalenić. W 1945 podjął pracę duszpasterską w cerkwi Ružica w Belgradzie.
20 maja 1947 został nominowany na wikariusza archieparchii belgradzkiej z tytułem biskupa morawickiego, zaś 15 czerwca 1947 wyświęcony na biskupa. W latach 1947–1951 pomagał patriarchom Serbii w zarządzaniu eparchią banacką, która nie miała ordynariusza. W 1951 został biskupem budzińskim, jednak z powodów politycznych nie został dopuszczony do podjęcia pracy duszpasterskiej na Węgrzech, toteż w 1952 wyznaczono go na biskupa braniczewskiego. Z jego inicjatywy wydany został szereg ksiąg liturgicznych i innych opracowań religijnych: zbiór pieśni cerkiewnych, ryt wielkiego poświęcenia cerkwi, przekład dwunastu Ewangelii pasyjnych oraz kompletny Ewangeliarz w języku serbskim. Przełożył na język serbski Myśli Blaise’a Pascala.
Był locum tenens Patriarchatu Serbskiego po śmierci patriarchy Wincentego i jednym z kandydatów na urząd patriarszy (ostatecznie objął go German, biskup žicki). Sprawował do śmierci urząd biskupa braniczewskiego.